# Zenas Thompson & Brothers
Zenas Thompson & Brothers war ein US-amerikanischer Hersteller von Automobilen.

## Unternehmensgeschichte
Das Unternehmen hatte den Sitz in Portland in Maine. Es verkaufte Fahrzeuge von der Mobile Company of America. 1901 begann die eigene Produktion von Automobilen. Der Markenname lautete Thompson. Superintendent war W. C. Buckman, der vorher für die Stanley Motor Carriage Company tätig war. 1902 endete die Fahrzeugproduktion. Es ist nicht bekannt, ob das Unternehmen im gleichen Jahr oder erst später aufgelöst wurde.
Weitere US-amerikanische Hersteller von Personenkraftwagen der Marke Thompson waren Thompson und Thompson Automobile Company.

## Fahrzeuge
Im Angebot standen ausschließlich Dampfwagen. Sie waren größer als die Fahrzeuge von Mobile. Abgesehen vom Kessel wurden alle Teile im Unternehmen hergestellt.